# ポルトガル青年団

青年の旗ポルトガル (ジョアン1世王の旗同様)

ポルトガル青年団（ポルトガル語：Mocidade Portuguesa）は、エスタド・ノヴォ体制下のポルトガルにおける青少年組織。

## 概要
1936年5月19日、ポルトガル首相サラザールにより、ファシスト・イタリアのバリッラ全国事業団とナチス・ドイツのヒトラーユーゲントを模して組織された。
第二次大戦後、組織はファシズム的な特性を捨てて、カトリック教会と青少年団体のスカウト運動へ活動の中心を移した。 1974年、カーネーション革命の勃発によって解体された。